# Данілін Микола Олексійович
Микола Олексійович Данілін (нар. 14 березня 1959, с. Зибівка, Куркінський район, Тульська область, Росія) — український політик, член СПУ; колишній народний депутат України.

## Біографія
Освіта вища. У 1986 році закінчив Київський політехнічний інститут за спеціальністю «Автоматизація теплоенергетичних процесів».
- 1976–1977 — слюсар-складальник заводу «Екран», м. Куйбишев, Росія.
- 1977 — електрик заводу «Елеконд», м. Сарапул.
- 1977–1979 — служба в Збройних Силах.
- 1986–1993 — майстер, заступник секретаря, секретар парткому, начальник бюро відділу капітального будівництва заводу імені Івана Лепсе ВО «Київтрактородеталь».
- 1993 — заступник директора кінофірми «Славута ЛТД», м. Київ.
- 1993–1995 — директор торговельно-промислової фірми «Ларина ЛТД», м. Київ.
- 1995–2006 — директор ТОВ "Мале колективне підприємство «Топаз», м. Київ.

Народний депутат України 5-го скликання з квітня 2006 до листопада 2007 від СПУ, № 32 в списку. На час виборів: генеральний директор ТОВ "Мале колективне підприємство «Топаз» (м. Київ), член СПУ. Член фракції СПУ (з квітня 2006). Член Комітету з питань екологічної політики, природокористування та ліквідації наслідків Чорнобильської катастрофи (з липня 2006), голова підкомітету з питань подолання наслідків Чорнобильської катастрофи (з вересня 2006).
Вересень 2007 — кандидат в народні депутати України від СПУ, № 31 в списку. На час виборів: народний депутат України, член СПУ.